# Mohammed Omár
Mohammed Omár, a sajtóban gyakran csak Omár molla (pastuul ملا محمد عمر مجاهد; Kandahár tartomány, 1950-es évek – Karacsi, 2013. április 23.) pastu nemzetiségű afganisztáni terrorista, politikus, a Taliban nevű szélsőséges szunnita iszlám mozgalom szellemi vezéralakja, 1996 és 2001 között Afganisztán Legfelsőbb Tanácsának fejeként az ország de facto államfője.
A szovjetek kivonulása után mozgalma az 1990-es évek közepén erősödött meg Afganisztánban, majd Kabul 1996-os bevétele után a mozgalom már Afganisztán kétharmadát tartotta ellenőrzése alatt, ellenfeleik, az Északi Szövetség, mindössze az ország északi részén tudtak tartósan dacolni a tálibok növekvő katonai erejével. Omár molla szoros szövetségben állt az al-Káidával, épp ezért is irányult a tálibok ellen az Egyesült Államok katonai akciója a 2001. szeptember 11-ei terrortámadások után. Omár fejére 10 millió dolláros vérdíjat tűztek ki, azóta bujkált, hollétéről csak bizonytalan információk voltak. Visszahúzódó személyisége miatt rendkívül kevés fotó és életrajzi adat áll rendelkezésre Omár molláról.
2015. július 29-én az afgán titkosszolgálat (NDS) jelentette, hogy tudomásuk szerint Omár már két éve elhunyt. A titkosszolgálat szerint a tálibok vezetője 2013. április 23-án halt meg egy karacsi kórházban, Pakisztánban. A következő napon a tálibok megerősítették vezetőjük halálhírét, s közölték, a kvettai súra, a héttagú tálib tanács egyhangúlag Manszúr mollát választotta meg a tálib mozgalom új fejének.

## Ifjúkora
A legtöbb forrás valamikor 1950 és 1962 közé teszi Omár születési évét. Egy Kandahár tartománybeli faluban látta meg a napvilágot, az ellentmondó információk azonban a pontos lokalizálást lehetetlenné teszik. A tálib szervezet 2015 áprilisában tette közzé Omár életrajzát, amely szerint vezetőjük 1960-ban született a kandahári Chah-i-Himmat faluban. Bizonyosnak tűnik, hogy apja halála után nagybátyja nevelte fel.
Omár egy pastu nemzetiségű, szegény földnélküli családba született bele, a hotak törzs tagjaként, amely az Afganisztán legnagyobb részét képező ghilji törzsi szövetséghez tartozik. Hámid Karzai elnök elmondása szerint Omár apja egy helyi vallási vezető volt, de maga a család teljes szegénységben élt, és az alsó-középosztály tagjaként semmiféle politikai befolyással nem rendelkezett. Omár saját bevallása szerint hároméves volt, amikor apja elhalálozott, ezután nagybátyjai nevelték fel, akik közül az egyik, egy vallástanító, feleségül vette Omár édesanyját, s a család ezután elköltözött Dehwanawark faluba.
Miután a Szovjetunió lerohanta a közép-ázsiai országot, Omár az ellenálló Mudzsáhid tagjaként részt vett a szovjetek elleni harcokban Nek Mohammad parancsnoklása alatt. Az 1990-es évek elejére a szovjetek kivonulásával polgárháborús állapotok alakultak ki. Kezdetben Omár ebben még nem vállalt szerepet, a Muhammad Nadzsibullah-vezette kormány ellen nem harcolt fegyverrel. Egyes jelentések szerint „kiváló lövészként rengeteg szovjet tankot semmisített meg a háborúban”. Az afgán háborúban Omár négyszer sérült meg a legtöbb forrás szerint; Abdul Szalám Záíf későbbi pakisztáni afgán nagykövet közlése szerint jelen volt, amikor 1987-ben Omár egy repeszgránát becsapódásakor elveszítette jobb szeme világát a szangszári csatában. Más források 1986-ra illetve 1989-re teszik ezt az eseményt.

## Fordítás
Ez a szócikk részben vagy egészben  a   Mohammed Omar című angol Wikipédia-szócikk fordításán alapul.  Az eredeti cikk szerkesztőit annak laptörténete sorolja fel. Ez a jelzés csupán a megfogalmazás eredetét és a szerzői jogokat jelzi, nem szolgál a cikkben szereplő információk forrásmegjelöléseként.